# Francisco Carreón y Marcos
Francisco Carreón y Marcos   (Cotabato City, 5 d'octubre de 1868 - Mancomunitat Filipina, 1939) va ser un general filipí durant la Revolució Filipina en contra d'Espanya i en la guerra filipino-estatunidenca. Com a vicepresident de la República Tagala de Macario Sakay (tagal: Republika ng Katagalugan), va continuar la resistència contra els Estats Units fins a la dissolució de la república el 1906. Va ser capturat el 14 de juliol de 1906 i va ser empresonat en l'antiga Presó Bilibid; més tard fou alliberat el 1930 amb motiu d'una amnistia.

## Biografia
Carreón va néixer el 5 d'octubre de 1868, fill d'Espiridion Carreón i Jacinta Marcos en la ciutat de Cotabato, al sud de l'illa de Mindanao. Va estudiar a Trozo, Manila, després de traslladar-s'hi més tard. Posteriorment va treballar com a ferre i com a machacante a Tondo, guanyant una pesseta a la setmana per cada feina. Després de treballar breument a Intramuros, es va allistar el 1886 per convertir-se en un membre del Cuerpo de Caribiñero espanyol. Més tard es va casar amb Bibiana Bastida, i van tenir una filla, Dorotea Carreon, qui va tenir tres nens: Enrique Rivera, Nestor Souza i Fe Souza.

### Revolució filipina
El 1892, Carreón va unir-se al Katipunan seguint els passos del seu cosí, Emilio Jacinto. La seva carrera en l'organització va començar com a responsable d'una branca anomenada Balangay Silanganan (Branca Silanganan), i posteriorment es va traslladar a una altra branca anomenada Balangay Dapitan (Branca Dapitan). De la mateixa manera que Jacinto, finalment fou escollit al Consell Suprem de la Katipunan al servei del fundador Andrés Bonifacio.
Tot i servir en aquell temps com a conseller de la Katipunan, també va servir en les guàrdies civils colonials espanyoles, després de traslladar-se des del Cuerpo de Caribiñero. Carreón era conscient d'una trama per alliberar José Rizal utilitzant un Emilio Jacinto disfressat. Va ser present a la Crida de Balintawak, l'inici de la Revolució Filipina.
Durant la Revolució Filipina, va participar en la Batalla de Pont Zapote a Cavite el 17 de febrer de 1897. Carreón va ser al costat d'Andrés Bonifacio després que Bonifacio fos acusat de traïció fins i tot va testificar en el seu nom. Malgrat les seves accions, Bonifacio va ser executat i la seva funció en la Revolució va ser marginada fins a l'inici de la guerra filipino-estatunidenca.

### Guerra filipino-estatunidenca
Després que Emilio Aguinaldo es va rendir als Estats Units, Carreón juntament amb Macario Sakay i Lope K. Santos, entre d'altres, va formar el Partit Nacionalista (sense relació amb l'actual Partit Nacionalista, ja que fou declarat il·legal).
Sakay llavors va escapar als turons i va establir la República Tagala, amb Carreón servint tant com a vicepresident de Sakay i com a secretari executiu. El grup continuaria la resistència contra els estatunidencs. El 14 de juliol de 1906, durant l'establiment de l'Assemblea Nacional Filipina, el grup, juntament amb Carreón, va entrar a Manila. Més tard, van ser convidats a una celebració a Cavite. Això va resultar ser una trampa i la banda va ser jutjada per associació olícita i van ser empresonats en la vella Presó Bilibid. El 6 d'agost, Carreón va ser sentenciat a presó perpètua, mentre que Sakay va ser penjat el 13 de setembre. Més tard, el 1930, fou alliberat mitjançant un indult. Carreón va morir entre 1939 i 1941, durant la Segona Guerra Mundial. No hi ha cap informació sobre ell i es pensa que va poder morir de tuberculosi.